# Tentaculats
Els tentaculats (Tentaculata) són una classe de l'embrancament Ctenophora. Tots tenen en comú dues àrees de tentacles que poden retreure's dins de proteccions especialitzades. En algunes espècies, els tentacles es redueixen i són molt petits en relació als secundaris.
El grup inclou al petit i oval Pleurobrachia, trobat tant en platges dels oceans Atlàntic com a Pacífic. Les espècies més aplatades del gènere Mnemiopsis, de prop de 10 cm de longitud, són comunes de les costes de l'Atlàntic; té una gran boca i s'alimenta principalment de larves de mol·luscs i crustacis. Aquestes espècies tenen intensa bioluminescència. Un altre gènere similar, però més gran, Leucothea abunda en les costes del Pacífic.

## Taxonomia
La classe dels tentaculats inclou els següents ordres:
- Ordre Cambojiida
- Ordre Cestida
- Ordre Cryptolobiferida
- Ordre Cydippida
- Ordre Ganeshida
- Ordre Lobata
- Ordre Platyctenida
- Ordre Thalassocalycida